# Rogožarski IK-3
El Rogožarski IK-3 (serbio cirílico: Рогожарски ИК-3) fue un monoplano de caza yugoslavo de ala baja monoplaza fabricado por la compañía Rogožarski en la década de 1930. Disponía de tren de aterrizaje retráctil, y fue diseñado por Ljubomir Ilić y Kosta Sivčev como sucesor del caza Ikarus IK-2. Fue considerado generalmente un avión eficaz, más fácil de manejar que sus contemporáneos Messerschmitt Bf 109 y Hawker Hurricane.

## Antecedentes, diseño y desarrollo
A finales de la década de 1920, un plan promovido por la Real Fuerza Aérea Yugoslava (serbocroata : Vazduhoplovstvo vojske Kraljevine Jugoslavije , VVKJ) y el Real Aero Club de Yugoslavia fue el enviar aspirantes a ingenieros aeronáuticos a Francia para desarrollar conocimientos y experiencia. Se pretendía que después de este entrenamiento avanzado, regresaran a Yugoslavia y se les ofrecieran cometidos especializados en el VVKJ o en la industria aeronáutica. Ljubomir Ilić y Kosta Sivčev pasaron por este programa, pero cuando regresaron a Yugoslavia, ambos fueron empleados en tareas administrativas. Frustrados por esto, en 1931 decidieron diseñar un reemplazo para el caza biplano construido en Checoslovaquia Avia BH-33 en servicio con la VVKJ. Trabajando en un sótano en Belgrado, luego en el departamento de Ilić en Novi Sad, dedicaron su tiempo libre a trabajar de forma privada en su diseño. El concepto de diseño en lo que se convirtió en el único IK-1 y su desarrollo, el caza monoplano de ala alta Ikarus IK-2 que se presentó a las VVKJ el 22 de septiembre de 1933. De este último se solicitaron y construyeron un lote de solo doce aparatos de producción, ya que se hizo evidente en el momento de su entrada en servicio en 1935 que, este avión se volvería obsoleto rápidamente, en contraste con los cazas de ala baja de otras naciones. 
Los dos diseñadores, junto con Slobodan Zrnić, convencidos de que la era del biplano y el monoplano de alas en parasol había terminado, comenzaron el desarrollo preliminar de un nuevo monoplano de ala baja que pudiera cumplir con los requisitos necesarios para enfrentarse con éxito a los nuevos bombarderos que se estaban desarrollando en esos momentos por potenciales adversarios; consideraban que solo una monoplano de ala baja con tren de aterrizaje retráctil poseía las características necesarias para garantizar la supremacía en el aire.
El IK-3 fue desarrollado originalmente para ser un reemplazo del IK-2. El equipo de ingenieros inició en 1933 el diseño de un caza monoplano que finalizó en 1936, y que sería una mejora con respecto a los cazas biplanos entonces en uso. Los diseñadores favorecieron la maniobrabilidad sobre la velocidad, tratando de encontrar un compromiso entre los conceptos alemanes y británicos sobre un caza monoplano moderno. De construcción mixta, era un monoplano de ala baja cantilever, presentaba un tren de aterrizaje de vía ancha y retráctil y la cubierta de la cabina era deslizable hacia atrás. El diseño tenía una superficie alar más pequeña que los Hawker Hurricane y Supermarine Spitfire , para lograr un mayor velocidad para la potencia del motor. En comparación con el Messerschmitt Bf 109 , el diseño yugoslavo tenía un fuselaje más corto y un menor radio de giro. Se diferenciaba de los conceptos de diseño británico y alemán en que el armamento propuesto se concentraba en el fuselaje, más pequeño que el de los Hurricane y Spitfire, para lograr un mayor velocidad para la potencia del motor. Las pruebas aerodinámicas se realizaron en el túnel de viento Eiffel en Auteuil, Francia , antes de ser presentado al Ministerio del Aire yugoslavo, que aprobó la construcción de un único prototipo. Todos los planos y documentación habían sido entregados a la VVKJ a tiempo para su aprobación a mediados de 1936 pero, la renuencia general a adoptar nuevos conceptos y el escepticismo oficial con respecto a la nueva fórmula provocó retrasos, y el contrato para la producción del prototipo no fue firmado hasta marzo de 1937. La construcción del IK-3 fue asignada a la factoría Rogožarski ubicada en Belgrado. 

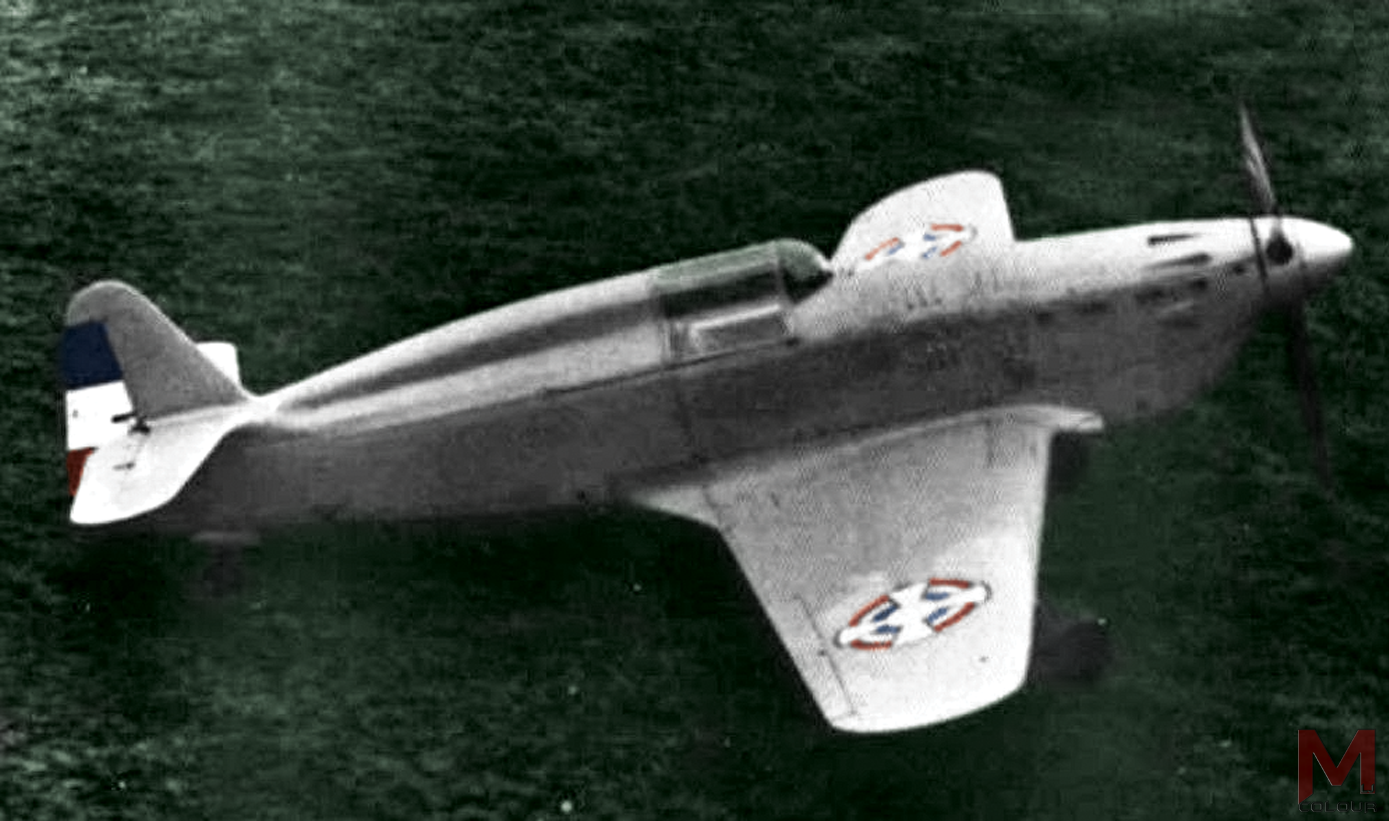
Prototipo IK-3

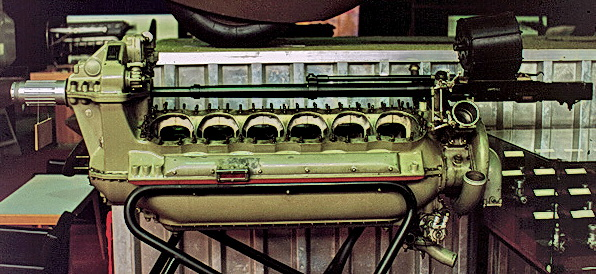
Moteur canon Hispano-Suiza 12Ydrs

El primer prototipo de IK-3 se completó en la primavera de 1938. Tras la finalización de la fase de prueba inicial, el primer vuelo se realizó el 14 de abril de 1938, pilotado por el capitán Bjelanović. Estaba impulsado por un moteur canon Hispano-Suiza construido bajo licencia por la firma Avia, como Avia 12Y-29 , un motor V12 enfriado por líquido y sobrealimentado, con una potencia de 920 hp en el despegue y 910 hp (679 kW) a 3600 m, que movía una hélice también construida bajo licencia Hamilton Standard . Su armamento inicialmente estaba compuesto por un cañón Hispano-Suiza HS.404 de 20 mm con provisión de 60 disparos y dos ametralladoras Darne M.31 cal. 7,7 mm montadas en el capó motor y apuntadas con un colimador Cretien ETAe modelo 1933. Los modelos de producción posteriores fueron armados con un cañón Oerlikon M.39 cal. 20 mm provisto de 60 rondas de munición. Las ametralladoras de 7,7 mm fueron reemplazadas por dos ametralladoras Browning/FN cal. 7,92 mm. La carga de munición para cada ametralladora consistía en 500 cartuchos. Su estructura estaba construida en tubo de acero con una cubierta mixta de lona barnizada y láminas de dural ; el ala estaba construida casi completamente en madera, con solo unos pocos refuerzos de tubo de acero y revestimiento textil, con los alerones y superficies de control de aluminio cubiertas con lona. Fue equipado con un tren de aterrizaje retráctil Messier con neumáticos Dunlop. 
Más tarde, fue evaluado por el grupo de prueba de las VVKJ a finales de mayo de 1938; el avión fue volado por un grupo de seis pilotos que, debían determinar el mejor empleo para él dentro de las fuerzas aéreas, junto con tácticas para ser usado en condiciones yugoslavas. Estos pilotos observaron que los controles eran altamente sensibles; las únicas críticas reales fueron las relacionadas con la distorsión visual causada por los paneles curvos del dosel. Algunos pilotos creían que el armamento montado en el fuselaje debería complementarse con dos ametralladoras más montadas en las alas. Los pilotos de prueba también tuvieron que comparar el rendimiento del IK-3 con los Hawker Fury , Messerschmitt Bf 109E-3 y Hawker Hurricane Mk I en servicio con las VVKJ, así, como de los informes sobre las prestaciones de los Heinkel He 112 y Morane-Saulnier MS.405 , llegando a la conclusión de que el IK-3 se parecía más al Morane-Saulnier; el avión yugoslavo era 40 km/h más rápido. El Bf 109 ofreció una mejor velocidad horizontal y de ascenso. En comparación, el IK-3 poseía una mejor maniobrabilidad horizontal, con un radio de giro más pequeño de 260 m, por contra, el Bf 109 tenía un radio de giro de 320 m. El IK-3 también tenía una instalación de armamento algo más estable, proporcionando una mejor precisión durante el disparo. 
El 19 de enero de 1939, el piloto de pruebas, capitán M. Pokorni, después de una serie de maniobras acrobáticas ingresó a una inmersión de velocidad terminal de la que no se recuperó; después de una investigación, el avión no fue encontrado culpable y en noviembre de 1938 se recibió un pedido por doce aparatos de serie; aunque en estos aviones de producción el motor fue reemplazado por el muy similar modelo HS 12Ycrs y una hélice tripala metálica de paso variable.
El avión se construyó en la factoría Rogožarski en Belgrado y se ensambló en instalaciones de la compañía en el aeródromo de Zemun. La producción del IK-3 fue refinada con una serie de cambios que incluían modificaciones en el techo corredizo de la cabina, además de un parabrisas a prueba de balas. Los primeros seis aviones con hélices Hamilton Standard fueron entregados a fines de marzo de 1940; la entrega del resto del pedido se retrasó hasta julio debido a demoras por parte de proveedores extranjeros; estos estaban impulsados por la hélice tripala Chauvière type 351. La primera aeronave de producción se entregó al Grupo de prueba VVKJ, donde se confirmó que la aeronave de producción no tenía fallos ni diferencias notables con respecto a las prestaciones del prototipo. El Grupo de Prueba determinó que la velocidad máxima, previamente estimada a 540 km/h, era de 527 km/h a una altitud de 5400 m. 
En marzo de 1940, la firma Rogožarski propuso a la VVKJ otra serie de producción de 25 a 50 nuevos aviones IK-3. Este debía incorporar una serie de mejoras como tanques de combustible auto sellantes, un radiador rediseñado, agregar equipo de radio, blindaje para el asiento del piloto, una cubierta de motor aerodinámicamente mejorada y una nueva mira - colimador. La empresa planteó que estos podrían estar terminados en un plazo de 9 meses. Para acelerar el proceso de desarrollo, se seleccionó un IK-3 (número de serie 7) para convertirlo en el prototipo de esta nueva serie. Este avión se completó a fines de marzo de 1941. Voló a principios de abril y logró alcanzar una velocidad entre 15 y 20 km/h más rápida que el IK-3 estándar. Su desarrollo posterior se detuvo debido al estallido de la guerra.
Asimismo, fue solicitada una licencia de fabricación por Turquía; el inicio de la II Guerra Mundial impidió todos los planes relacionados con dicho programa.

## Historia operacional

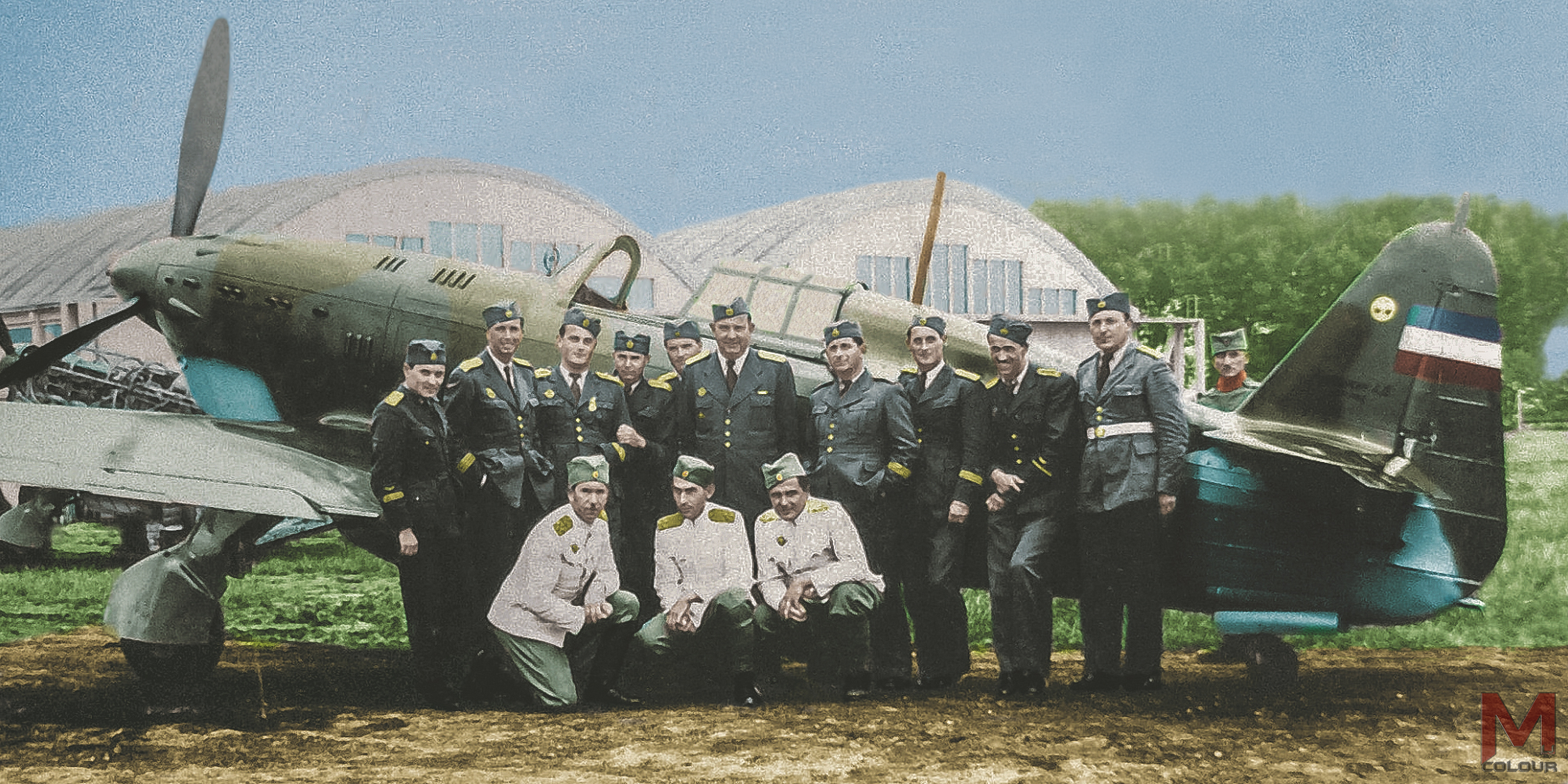
IK-3 y pilotos del Grupo del 6º Rgto. de caza en el Aeropuerto de Zemun-Bežanija

El IK-3 equipó a las Eskadrilla n° 161 y 162 del 51 Grupa, basado en Zemun. Cuando comenzó el bombardeo alemán sobre Belgrado (6 de abril de 1941) que precedió a la invasión de Yugoslavia, sólo seis de los doce IK-3 del primer lote de serie estaban operativos. Un avión había sufrido un accidente en 1940 cayendo al Danubio, cuatro se encontraban en reparaciones programadas y otro estaba siendo sometido a la modificación a la Serie II IK-3 estándar en la fábrica Rogožarski. Los seis IK-3 restantes asignados a las 161.º y 162.º escuadrillas de caza (tres IK-3 a cada una) del Grupo de Combate 51; este grupo  era parte del 6º Regimiento de Combate de la Real Fuerza Aérea Yugoslava, que tenía por misión la defensa aérea de la capital yugoslava; ambas escuadrillas tenían su base en el aeropuerto de Zemun. En su enfrentamiento con los aparatos de la Luftwaffe, los IK-3 acreditaron 11 derribos, logrando cuatro el sargento de vuelo Narednik.
La mayoría de IK-3 fueron abatidos, y los tres sobrevivientes fueron destruidos en la pista provisional de Veliki Radinci por personal de la fuerza aérea yugoslava para evitar que fueran capturados intactos, así como también los 25 nuevos aviones que se encontraban en fábrica, para evitar que cayeran en manos enemigas..Aunque, el destino final de las máquinas restantes no está claro, según las fotografías existentes, al menos tres IK-3 cayeron en poder de los alemanes y al menos uno de ellos fue probado por la Luftwaffe en el Centro de Pruebas de Rechlin .

## Desarrollos planeados
La escasez de motores fue un obstáculo importante para la producción en serie y el desarrollo del IK-3, por lo que las pruebas se llevaron a cabo con motores más potentes, incluidos el Daimler-Benz DB 601A de 1100 hp, Rolls-Royce Merlin II/III de 1030 hp e Hispano-Suiza 12Y-51 de 1000 hp. Las pruebas estaban incompletas en el momento de la invasión del Eje, y el único prototipo equipado con un motor que no era de producción fue deliberadamente destruido por el personal de la fábrica durante la invasión, junto con el avión en fase de montaje. Se había comenzado el desarrollo de una variante de instrucción de doble asiento y control dual IK-3/2, pero la presión sobre el equipo de diseño había retrasado la finalización del proyecto cuando se produjo la anexión del país.
El desarrollo del IK-3 animó a los tres diseñadores a perseguir la idea de un caza bimotor, capaz de reconocimiento de largo alcance fotográfico y operar como un "destructor" o un cazar pesado similar al Messerschmitt Bf 110 . El concepto incluía versiones monoplaza y biplaza. El desarrollo de este nuevo avión, d comenzó con el éxito del IK-3. La VVKJ ordenó un prototipo monoplaza a principios de julio de 1939, con su primer vuelo programado para fines de 1941. En el momento de la invasión, la construcción del prototipo estaba muy avanzada, pero no fue continuada durante ni después de la guerra. El avanzado caza Ikarus S-49 , producido después de la Segunda Guerra Mundial, se basó en el IK-3.

## Especificaciones técnicas
Referencia datos: Oštrić, Šime I.; Janić, Čedomir J. (1973). "IK Fighters (Yugoslavia 1930–40s)", In Cain, Charles W.; Windrow, Martin. Aircraft in Profile. 241–246. 13. Profile Publications. pp. 169–193. ISBN 978-0-85383-022-1

### Características generales
- Tripulación: 1
- Longitud: 8,00 m
- Envergadura: 10,30 m
- Altura: 3,25 m
- Superficie alar: 16,50 m²
- Peso vacío: 2068 kg
- Peso cargado: 2560 kg
- Peso máximo al despegue: 2630 kg
- Planta motriz: 1× moteur canon lineal 12V refrigerado por líquido Avia HS 12Y-29.
  - Potencia: 686 kW (920 HP; 933 CV)
- Hélices: 1× tripala Chauvière type 351 de paso ajustable por motor.

### Rendimiento
- Velocidad nunca excedida (Vne): 526 km/h (a 5400 m)
- Velocidad crucero (Vc): 400 km/h
- Alcance: 785 km
- Techo de vuelo: 9460 m
- Régimen de ascenso: 7 minutos a 5000 m 14,3 m/s
- Carga alar: 113 kg/m²
- Potencia/peso: (0,29 kW/kg)

### Armamento
- Ametralladoras: 2× Browning/FN cal. 7,92 mm

- Cañones: 1× Oerlikon M.39 cal. 20 mm

## Aeroplanos similares
- Avia B.135
- Curtiss P-40
- Dewoitine D.520
- Hawker Hurricane I
- Heinkel He 112
- Messerschmitt Bf 109
- Mikoyan-Gurevich MiG-3
- Morane-Saulnier MS.406
- Supermarine Spitfire